# I falsari di Cuba
I falsari di Cuba è un film noir-poliziesco statunitense diretto da Richard Wilson. Girato a Cuba è stato interpretato da Errol Flynn, Pedro Armendáriz, Rossana Rory e Gia Scala. Il film è conosciuto anche con il titolo Night in Havana.

## Trama
Ned Sherwood, un giocatore di blackjack in un casinò dell'Avana, riceve alcune fatture contraffatte da una donna, ma lei nega.
Quella notte, sulla strada di casa, due teppisti attaccano Ned ma scappano quando viene chiamata la polizia. Guillermo Mastegui, capo della sezione segreta della polizia nazionale cubana, interroga Ned sull'attentato e lo accusa di essere coinvolto in un piano per inondare Cuba di valuta senza valore. Mastegui e un agente del Tesoro degli Stati Uniti hanno in programma di far seguire Ned nella speranza che li condurrà al capo dell'organizzazione.